# Roland Malraux
Pour les articles homonymes, voir Malraux (homonymie).
Roland Malraux, né le 14 mai 1912 à Suresnes, et mort le 3 mai 1945 à Lübeck (Allemagne), est un résistant français de la Seconde Guerre mondiale. Il est, comme son frère Claude Malraux, l'un des demi-frères d'André Malraux.

## Éléments biographiques
Avec son frère Claude, Roland Malraux participe activement à la Résistance et, en novembre 1940, il aide son demi-frère André Malraux, le poète Jean Grosjean et Albert Beuret à rejoindre la zone libre.
Le 9 janvier 1943, il épouse Madeleine Lioux à Villeneuve-lès-Avignon. André Malraux est un des témoins.
Il présente son demi-frère André Malraux au réseau de résistance auquel il appartient.
Claude Malraux est arrêté vers le 25 février 1944, quant à Roland Malraux, il est arrêté le 21 mars 1944 à Brive-la-Gaillarde en même temps qu'Harry Peulevé son réseau continuera avec Jacques Poirier (SOE).
Le 11 juin 1944, son épouse donne naissance à son fils Alain à Domme (Dordogne).
Roland Malraux est déporté au camp de concentration de Neuengamme en Allemagne, où il porte le matricule 39498. Le 3 mai 1945, cinq jours avant la capitulation de l'Allemagne, il est tué lors du bombardement allié du paquebot Cap Arcona par la RAF, au large de Lübeck. Sa femme apprendra sa disparition le 28 mai .
En juillet 1945, sa veuve et André Malraux s'installent dans un appartement à Boulogne-Billancourt, au no 19 bis avenue Victor-Hugo, avec Alain, fils de Roland, et les deux fils naturels d'André Malraux, Gauthier (1940-1961, né Pierre-Gauthier Malraux car reconnu par son oncle Roland à sa naissance) et Vincent (1943-1961, né Thierry-Vincent Clotis et dont le parrain est Pierre Drieu La Rochelle). Le 13 mars 1948, André Malraux épouse sa belle-sœur. Ils se sépareront en 1966, mais sans jamais divorcer.
Son fils Alain, adopté par André Malraux, laisse une descendance : Laurent (né en 1977), Céline et Anne.